# Pocahontas (Iowa)
Pocahontas város az USA Iowa államában. Lakosainak száma 1867 fő (2020. április 1.).

## Népesség
A település népességének változása:
| Lakosok száma | 1970 | 1789 | 1867 |
|               | 2000 | 2010 | 2020 |